# Tipula oklandi
Tipula oklandi är en tvåvingeart som beskrevs av Alexander 1922. Tipula oklandi ingår i släktet Tipula och familjen storharkrankar. Inga underarter finns listade i Catalogue of Life.